# Žaro Tušar
Žaro Tušar est un photographe et un directeur de la photographie yougoslave puis slovène.

## Galerie

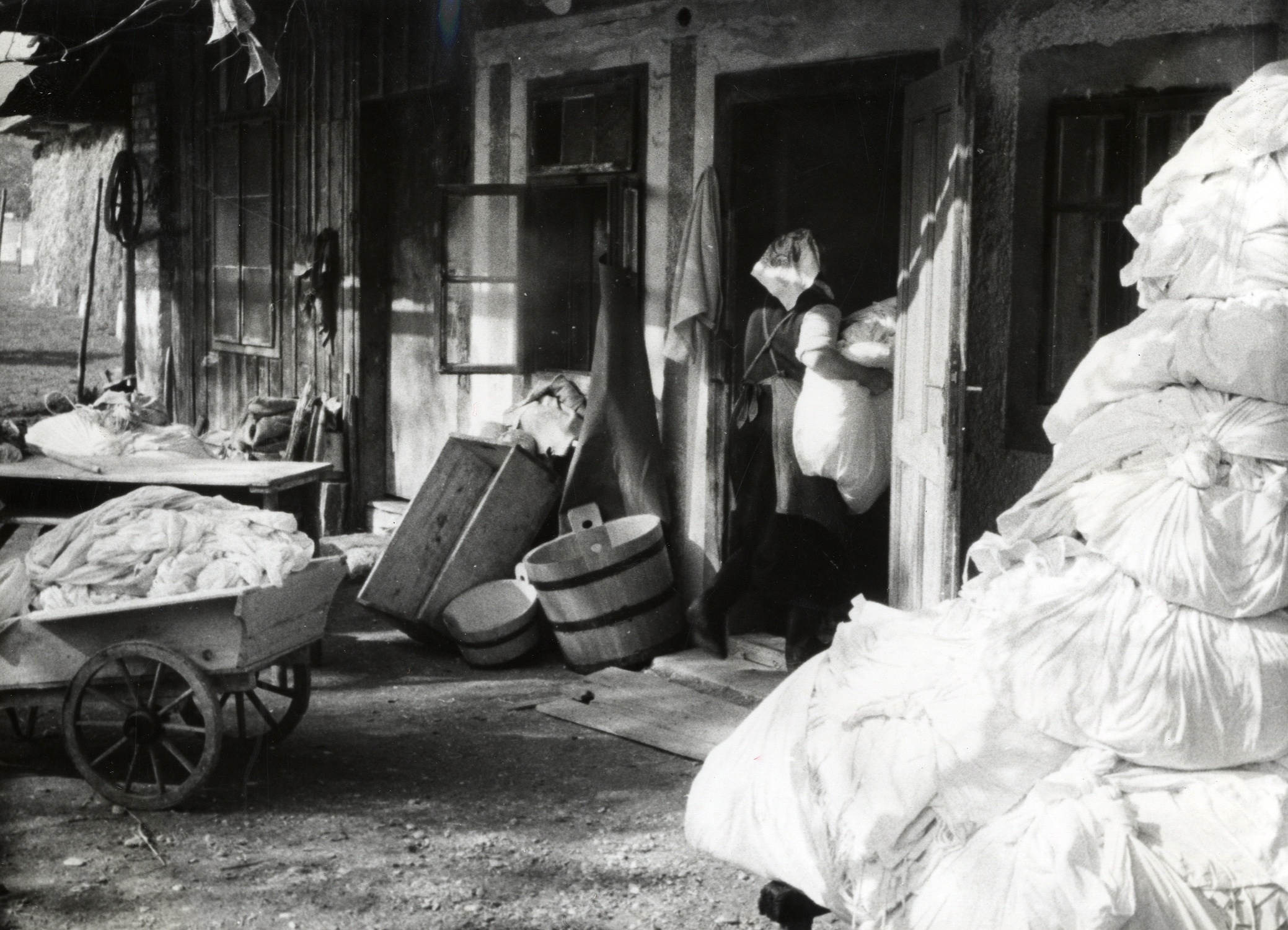
Lavage du linge à Bizovik (en), dans le district de Golovec, en 1958 ou 1959
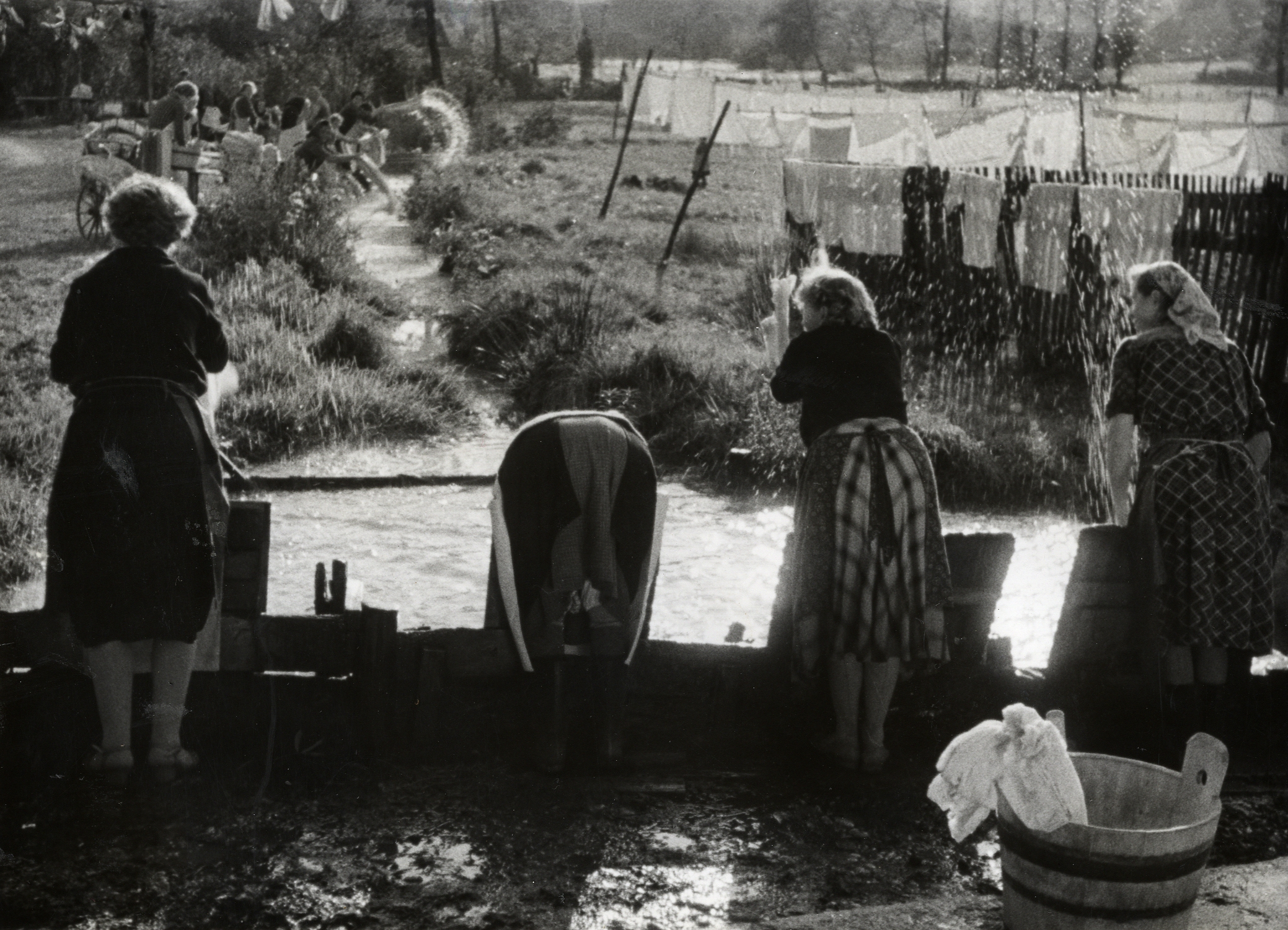
Lavage du linge à Bizovik (en), dans le district de Golovec, en 1958 ou 1959
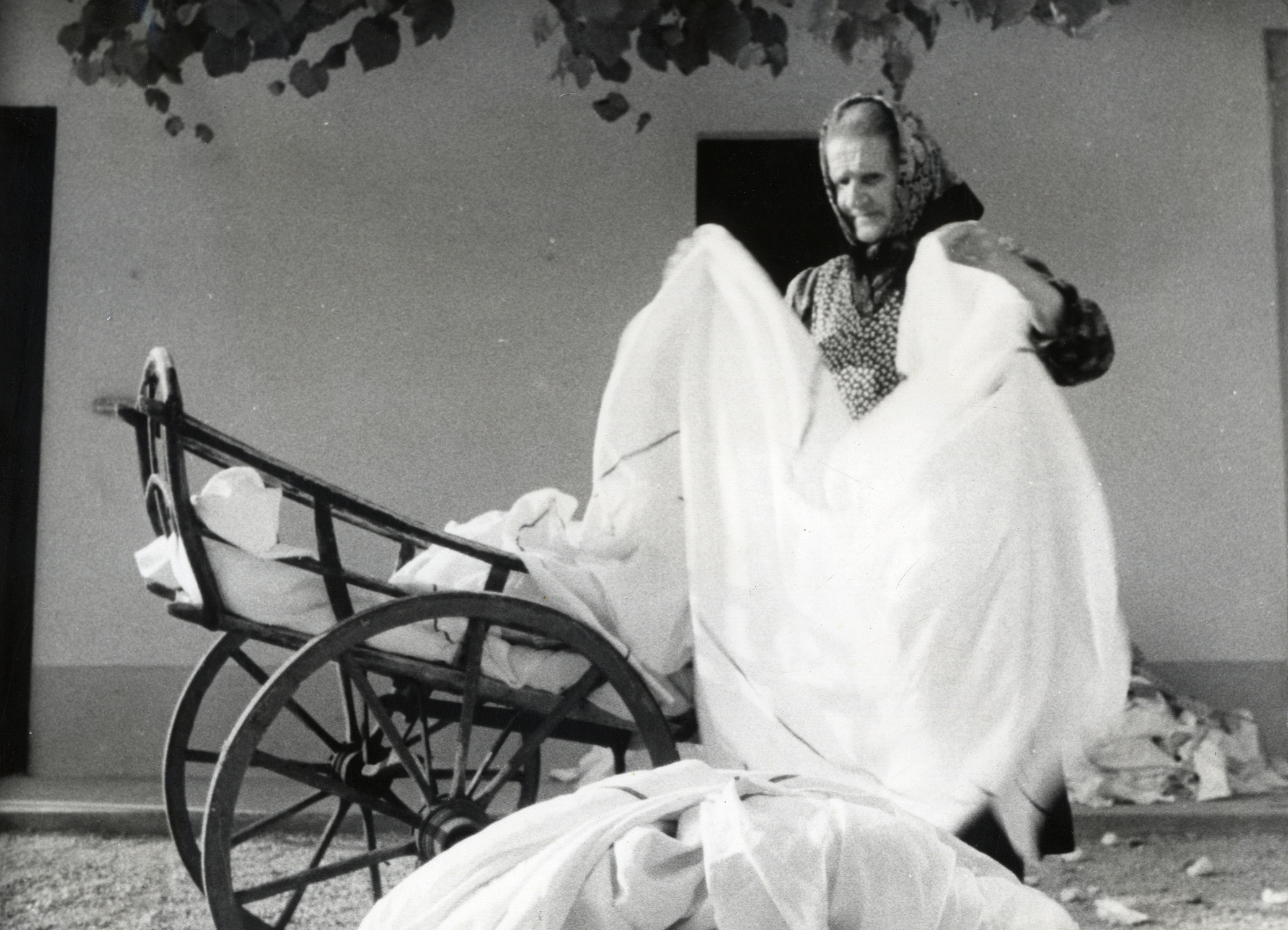
Lavage du linge à Bizovik (en), dans le district de Golovec, en 1958 ou 1959

## Filmographie
- 1953 : Vesna (film) de František Čáp : opérateur caméra
- 1961 : La Danse sous la pluie de Boštjan Hladnik (en) : opérateur caméra
- 1961 : Družinski dnevnik (sl) de Jože Gale (ro) : directeur de la photographie
- 1965 : Derby de Jože Pogačnik : directeur de la photographie[1]
- 1965 : Po isti poti se ne vračaj (sl) de Jože Babič (en) : directeur de la photographie
- 1972 : Les Fleurs en automne, de Matjaž Klopčič (en) : directeur de la photographie. Ce film fut projeté au Festival international du film de La Rochelle en 1984[2]